# نورکن
نورکن (به آلمانی: Norken) یک شهر در آلمان است که در وستروالدکرایس واقع شده‌است. نورکن ۱٬۰۲۱ نفر جمعیت دارد.